# Emotion Pictures
Emotion Pictures és el segon àlbum de vídeos publicat per la banda australiana Silverchair. S'hi detalla el procés de creació del seu tercer àlbum, Neon Ballroom, i també conté material sobre la gira, alguns directes i els videoclips dels senzills. El material no musical fou seleccionat dels reportatges "Inside The Neon Ballroom" i "The West Coast Tour Diary" emesos per les SBS i ABC respectivament. Ambdós documentals foren dirigits per Robert Hambling i produïts per Amanda Duthie. Només estigué disponible mitjançant el web oficial del grup.